# James Craig Watson
| 79 Eurynome       | 14 de setembro de 1863 |
| 93 Minerva        | 24 de agosto de 1867   |
| 94 Aurora         | 6 de setembro de 1867  |
| 100 Hekate        | 11 de julho de 1868    |
| 101 Helena        | 15 de agosto de 1868   |
| 103 Hera          | 7 de setembro de 1868  |
| 104 Klymene       | 13 de setembro de 1868 |
| 105 Artemis       | 16 de setembro de 1868 |
| 106 Dione         | 10 de outubro de 1868  |
| 115 Thyra         | 6 de agosto de 1871    |
| 119 Althaea       | 3 de abril de 1872     |
| 121 Hermione      | 12 de maio de 1872     |
| 128 Nemesis       | 25 de novembro de 1872 |
| 132 Aethra        | 13 de junho de 1873    |
| 133 Cyrene        | 16 de agosto de 1873   |
| 139 Juewa         | 10 de outubro de 1874  |
| 150 Nuwa          | 18 de outubro de 1875  |
| 161 Athor         | 19 de abril de 1876    |
| 168 Sibylla       | 28 de setembro de 1876 |
| 174 Phaedra       | 2 de setembro de 1877  |
| 175 Andromache    | 1 de outubro de 1877   |
| 179 Klytaemnestra | 11 de novembro de 1877 |

James Craig Watson (28 de janeiro de 1838 – 22 de novembro de 1880) foi um astrônomo canadense-americano nascido na cidade de Fingal, Ontário, Canadá. Sua família se mudou para Ann Arbor, Michigan em 1850.